# Vildhallon
Vildhallon är ett album av vissångaren Cornelis Vreeswijk, inspelat i Köpenhamn 1976 och utgivet 1979, producerat av Peter Abrahamsen.

## Låtlista
Alla sångerna är skrivna av Cornelis Vreeswijk om inte annat anges.

### Sida A
1. Vildhallon (Första brevet till Mäster Sändh) – 3:13
2. Billet d'amour till J.M. ("Le tourbillon") (Georges Delerue/Cornelis Vreeswijk) – 2:05
3. Rosa, skola vi dansa? – 2:26
4. Balladen om den nya äktenskapslagen – 3:04
5. Till Svenska Akademien – 2:31
6. Fagermans visa – 3:00
7. Ballad till en bra polis – 2:52
8. Nu dagas det i öster – 3:34

### Sida B
1. Min tanke är fri – 2:50 ("Die Gedanken sind frei")
2. Byt nu ton – 1:53 (Efter dikt av Robert Devereux, "Change thy mind since she doth change")
3. Ballad om Don Quijotes förvillelser – 5:53
4. Assistenten samtalar med Fredrik Åkare – 5:42
5. Christiania – 5:32
6. Bön – 4:54

## Medverkande musiker
- Cornelis Vreeswijk – gitarr, sång
- Peter Abrahamsen – gitarr, synthesizer, kör
- Ole Fick – gitarr, slideguitar
- Hugo Rasmussen – bas
- Lars Trier – gitarr, luta
- Holger Laumann – oboe, tenorsax